# Насельськ (гміна)
Гміна Насельськ (пол. Gmina Nasielsk) — місько-сільська гміна у центральній Польщі. Належить до Новодворського повіту Мазовецького воєводства.
Станом на 31 грудня 2011 у гміні проживало 19727 осіб.

## Площа
Згідно з даними за 2007 рік площа гміни становила 202.47 км², у тому числі:
- орні землі: 82.00%
- ліси: 10.00%

Таким чином, площа гміни становить 29.27% площі повіту.

## Населення
Станом на 31 грудня 2011:
| Опис     | Загалом | Загалом | Чоловіки | Чоловіки | Жінки | Жінки |
| -------- | ------- | ------- | -------- | -------- | ----- | ----- |
| одиниця  | осіб    | %       | осіб     | %        | осіб  | %     |
| все      | 19727   | 100     | 9803     | 49.69    | 9924  | 50.31 |
| міське   | 7617    | 100     | 3776     | 49.57    | 3841  | 50.43 |
| сільське | 12110   | 100     | 6027     | 49.77    | 6083  | 50.23 |

## Сусідні гміни
Гміна Насельськ межує з такими гмінами: Вінниця, Закрочим, Йонець, Нове Място, Помехувек, Сероцьк, Сьверче.